# Félévente randevú
A Félévente randevú (eredeti cím: An Affair to Remember) 1957-ben bemutatott színes amerikai romantikus film.

## Történet
|  | Alább a cselekmény részletei következnek! |

Nickie Ferrante egy igazi dzsigoló, gazdag nőknek udvarol, akik cserébe eltartják. Soha nem dolgozott. Európából tér vissza egy hajóval, hogy feleségül vegye a multimilliomos menyasszonyát. A hajón megismerkedik egy szép fiatal nővel, Terry Bradley-vel, aki szintén egy gazdag vállalkozó menyasszonya. A maradék 4-5 napjukat a hajón együtt töltik, vitatkoznak, évődnek és egymásba szeretnek. Egy nap a hajó kiköt egy kis francia faluban. A két fiatal bemegy a faluba, ahol történetesen a férfi nagymamája él. A nagymama 83 éves, aki nagy szeretettel fogadja az unokáját és a lányt. Teáznak, majd az idős hölgy a zongorához ül, eljátszik egy darabot és Terry énekel hozzá. Az édes melódia betölti a teret. Közben megszólal a hajó hívó kürtje. Elbúcsúznak. A nagymama a vállára terít egy fehér csipkekendőt, ami nagyon megtetszik Terrynek. A nagymama megígéri, hogy ez a kendő valamikor majd Terryé lesz. Búcsúzóul a két nő megbeszéli, hogy levelezni fognak. Másnap befut a hajó New Yorkba, a fiatalok megbeszélik, hogy várnak az esküvőjükkel 6 hónapot, és adnak egymásnak esélyt és mindketten munkát vállalnak addig. Megegyeznek, hogy fél év múlva, azaz október 1-jén 17:00 órakor találkoznak az Empire State Building tetején. Nickie régen festőművész volt, így visszatér a festéshez és egy galérián keresztül értékesíti a képeit. Terry régen bárénekesnő volt. Bostonban elhelyezkedik egy elegáns étteremben. Mindketten szakítanak a jegyesükkel. Elérkezik a megbeszélt időpont, amire már mindketten nagyon vágytak. Terry betér egy exkluzív butikba, hogy elegáns ruhát vásároljon magának, a boltoslányok értesítik a régi vőlegényét, aki odasiet és megpróbálja a lányt feltartóztatni. Terry elmondja neki, hogy nagyon szerelmes és férjhez fog menni. Elbúcsúzik a férfitől, átsiet egy kereszteződésen és felpillant a Empire tetejére, egy autó abban a pillanatban elgázolja. A következő képben Nickiet látjuk, aki közben megérkezik az Empire State tetejére. Feszülten és izgatottan vár a szerelmére. A lány nem érkezik meg. Estig ott téblábol, majd csalódottan elmegy. Terry közben magához tér egy kórházban. Nickie másnap visszatér a festészethez, Terry a felépülése után egy pap segítségével egy gyermekzenekar vezetését vállalja el, deréktől lefelé lebénulva. Nem keresi fel Nickiet, a régi vőlegénye barátként mellette marad, anyagilag is segíteni akarja, az orvosi költségek miatt, de Terry visszautasítja a férfit. Szeretne önerőből meggyógyulni, hogy tisztán kereshesse meg a szerelmét. Nickie közben bejárja a világot, többször megfesti a nőt emlékezetből. Egy este, karácsonykor visszatér New Yorkba. A régi menyasszonya elhívja őt egy koncertre. Elmennek, majd kifelé menet összefut Terryvel és annak exvőlegényével. Terry még a széksorban ül, a férfi köszön neki, majd továbblép. Terry állapota rosszabbra fordul. A volt vőlegénye kérleli, hogy mondja el Nickienek, hogy mi történt vele, de Terry nem akarja a tudtára adni. Másnap megjelenik a lakásán Ferrante, elviszi neki halott nagymamája kendőjét. Terry a díványon ül. A férfi nem veszi észre a nyomorúságát. Letagadja, hogy ott volt a megbeszélt helyen, majd vádaskodik, Terry némán tűr. Majd átadja az ajándékot. Elindul az ajtó felé, hogy elmenjen, a kijáratnál megtorpan és elmeséli a lánynak, hogy festeget, és megfestette Terryt is ezzel a kendővel, amit kiállított a galériában. Elmondja a nőnek, hogy egyszer betért a galériába egy fiatal lány, akinek nem volt pénze megvenni a képet, de nagyon megtetszett neki. A galériás felhívta Nickiet, Ferrante megszánta a szegény lányt és kérte a galériást, hogy adja neki a képet. A történet mesélése közben hirtelen elnémul, majd beront a lány hálószobájába. Meglátja a képet, a tolószéket és ahogy a lány él. A kamera közben csak a férfi arcát mutatja. Akkor döbben rá az igazságra. Visszarohan a lányhoz és átöleli.

## Szereplők
- Cary Grant (Nickie Ferrante)
- Deborah Kerr (Terry McKay)
- Richard Denning (Kenneth Bradley)
- Neva Patterson (Lois Clark)
- Cathleen Nesbitt (Janou nagymama)